# Calcium 48
table
Le calcium 48, noté 48Ca, est l'isotope du calcium dont le nombre de masse est égal à 48 : son noyau comporte 20 protons et 28 neutrons avec un spin 0+, pour une masse atomique de 47,952 534 g/mol. Il est caractérisé par un excès de masse de −44 224,868 ± 0,018 keV et une énergie de liaison nucléaire par nucléon de 8 667 keV. Un gramme de calcium 48 pur a une activité de 6,42 × 10−6 Bq.
Le calcium 48 représente une fraction molaire de 0,187 % du calcium naturel.

## Stabilité
Bien que très riche en neutrons pour un atome léger, le noyau du calcium 48 est quasiment stable : sa période radioactive est estimée de l'ordre de 1,9+4,5
 −0,8 × 1019 à 4,3+2,4
 −1,1 × 1019 années, c'est-à-dire près de trois milliards de fois l'âge de l'univers. Cette stabilité est généralement expliquée par le fait que cet isotope est doublement magique, c'est-à-dire constitué à la fois d'un nombre magique de protons et d'un nombre magique de neutrons. Le calcium 48 est l'isotope le plus léger connaissant une double désintégration bêta, processus radioactif extrêmement rare au cours duquel deux neutrons émettent deux électrons et deux antineutrinos électroniques pour donner deux protons et convertir le calcium en titane :
48
20Ca ⟶ 48
22Ti + 2 e− + 2 νe.
Le 48Ti est d'ailleurs l'isotope du titane le plus abondant dans le milieu naturel.

## Applications
Le calcium 48 a un grand intérêt pratique en physique nucléaire comme ion stable et riche en neutrons susceptible d'être accéléré aussi bien pour produire d'autres atomes légers riches en neutrons par fragmentation que pour percuter une cible de transuranien en vue de réaliser une fusion nucléaire aboutissant à la création d'éléments superlourds, qui sont plus riches en neutrons que les éléments plus légers à partir desquels on les synthétise ; les éléments 114 et 116 ont été synthétisés avec des ions de calcium 48 sur des cibles de plutonium 244 et de curium 248 respectivement ; la synthèse de l'élément 118 (oganesson) au JINR a quant à elle été réalisée à partir d'une cible en californium 249 percutée par des ions de calcium 48 :
48
20Ca + 249
98Cf ⟶ 297
118Og* ⟶ 294
118Og + 3 1
0n.
Du point de vue théorique, le calcium 48 libère davantage d'énergie (4,27 MeV) par double désintégration bêta que tout autre nucléide, et est un bon sujet d'études pour détecter une double désintégration β sans émission de neutrino, vérifiant l'équation de Majorana : le neutrino serait alors son antiparticule, d'où l'annihilation des neutrinos émis par double désintégration β dans ces conditions, neutrinos qui ne sont alors pas observés.

## Articles liés
- Calcium
- Table des isotopes
- Double désintégration bêta
- Nombre magique (physique)

| 1 | H  |    |    |    |    |    |    |    |    |    |    |    |    |    |    |    |    |    |    |    |    |    |    |    |    |    |    |    |    |    |    | He |
| 2 | Li | Be |    |    |    |    |    |    |    |    |    |    |    |    |    |    |    |    |    |    |    |    |    |    |    |    | B  | C  | N  | O  | F  | Ne |
| 3 | Na | Mg |    |    |    |    |    |    |    |    |    |    |    |    |    |    |    |    |    |    |    |    |    |    |    |    | Al | Si | P  | S  | Cl | Ar |
| 4 | K  | Ca |    |    |    |    |    |    |    |    |    |    |    |    |    |    | Sc | Ti | V  | Cr | Mn | Fe | Co | Ni | Cu | Zn | Ga | Ge | As | Se | Br | Kr |
| 5 | Rb | Sr |    |    |    |    |    |    |    |    |    |    |    |    |    |    | Y  | Zr | Nb | Mo | Tc | Ru | Rh | Pd | Ag | Cd | In | Sn | Sb | Te | I  | Xe |
| 6 | Cs | Ba | La | Ce | Pr | Nd | Pm | Sm | Eu | Gd | Tb | Dy | Ho | Er | Tm | Yb | Lu | Hf | Ta | W  | Re | Os | Ir | Pt | Au | Hg | Tl | Pb | Bi | Po | At | Rn |
| 7 | Fr | Ra | Ac | Th | Pa | U  | Np | Pu | Am | Cm | Bk | Cf | Es | Fm | Md | No | Lr | Rf | Db | Sg | Bh | Hs | Mt | Ds | Rg | Cn | Nh | Fl | Mc | Lv | Ts | Og |